# Herman Kahn
Herman Kahn (15. únor 1922, Bayonne – 7. červenec 1983, Chappaqua) byl americký futurolog, který sehrál významnou úlohu v americké jaderné strategii během tzv. studené války. Jako teoretická základna jeho futurologických prací mu sloužila teorie her a teorie systémů.

## Život
Narodil se v New Jersey v rodině židovských imigrantů z území nynějšího severovýchodního Polska. Jeho otcem byl Abraham Kahn (1894–1978) a matkou Yetta, rozená Kozlovski. Jako ateista se později židovského náboženství zřekl. Vystudoval fyziku a matematiku, bakalářský titul získal na University of California v Los Angeles (1945), magisterský na California Institute of Technology (1948). Poté pracoval pro letecké společnosti a pro RAND Corporation. Zde, ještě v předpočítačové éře, vymyslel systém, který dramaticky zkracoval čas řešení matematických problémů. V Lawrence Livermore Laboratory se podílel jako fyzik též na vývoji jaderných zbraní.
V USA se stal veřejnou osobou roku 1960, poté co vydal svou první knihu On Thermonuclear War. Zde vyslovil svou základní tezi, že termonukleární válka je reálnou možností, ale nemusí nutně znamenat zničení civilizace. „Existují různé stupně hrůzy“ („There are degrees of awfulness“), byla jeho slavná věta. Chlad, s nímž analyzoval různou míru destrukce, k níž by vedly jaderné konflikty různého typu, či analýzy, jak je třeba atomovou válku vést či ji ospravedlnit před veřejností, šokovaly jistou část intelektuálů a bojovníků za odzbrojení. Kahn se stal dokonce určitým symbolem „válečnické“ ideologie – byl předobrazem hlavního hrdiny černé komedie Stanley Kubricka z roku 1964 Dr. Divnoláska aneb Jak jsem se naučil nedělat si starosti a mít rád bombu (dalšími předobrazy dle Kubricka byli John von Neumann, Edward Teller nebo Wernher von Braun).
Jeho kritici tvrdili, že činil jadernou válku přijatelnější. Sám na to reagoval slovy, že je bojovníkem proti „uhlazenému myšlení“ („Fashionable Thinking“).
Po úspěchu své knihy roku 1961 založil a až do své smrti vedl Hudson Institute, soukromou výzkumnou instituci věnující se otázkám národní bezpečnosti a prognózám vývoje světa. Sídlo měla v Croton-on-Hudson. Pro institut se mu podařilo získat sociologa Daniela Bella (autora pojmu postindustriální společnost), politologa Raymonda Arona či spisovatele Ralpha Ellisona.
Sám pokračoval v provokativních analýzách knihami Thinking About the Unthinkable (1962) a On Escalation (1965). Jeho práce krom jiných podrobili velké kritice environmentalisté, neboť Kahn ve svých pracích odmítal „zelený pesimismus“ v otázkách budoucnosti a tvrdil, že hrozba znečištění či vyčerpání zdrojů není zdaleka tak veliká, jak ekologové s oblibou tvrdí. Podobně Kahn oponoval pesimistickým výhledům Paula Ehrlicha v jeho knize The Population Bomb z roku 1968, jež varovala před problémem přelidnění planety, či závěrům tzv. Římského klubu.
Institut i Kahn osobně sehrál velkou úlohu ve strategii americké administrativy ve Vietnamské válce. Sám Kahn měl být autorem pojmu „vietnamizace konfliktu“ a tedy také strategie postupného stažení Američanů z konfliktu. Kahn soudil, že omezená vojenská přítomnost USA ve Vietnamu byla nesmyslná, neboť při protipovstalecké válce má malá armáda smysl jen jako podpora policejních jednotek – přičemž argumentoval britským potlačením povstání v Malajsii a jinými podobnými příklady.
Roku 1967 napsal s Anthony Wienerem knihu The Year 2000: A Framework for Speculation on the Next Thirty-Three Years, kde se pokusil předpovědět sto klíčových změn, k nimž do roku 2000 dojde. Na prvním místě jmenoval rozvoj technologie laseru a jeho široké využití v průmyslu. K úspěšným předpovědím patřil vznik nového typu finančního podnikání založeného na využití počítačů. Naopak mu nevyšla například předpověď č. 10, že do roku 2000 budou pozemní dopravní prostředky poháněny novým typem zdroje energie.
I později proslul některými úspěšnými prognózami, když například predikoval ekonomické potíže Japonska v době jeho rozkvětu – ty přišly v 90. letech s tzv. deflační krizí. K ještě větším úspěchům patřila jeho předpověď ze 70. let, že Jižní Korea (tehdy nerozvinutá) bude do roku 2000 patřit k deseti největším ekonomikám světa.
Populární se stala i jeho kniha The Next 200 Years z roku 1976 (napsaná spolu s Williamem Brownem a Leonem Martelem), kde prezentuje svůj názor, že kapitalismus je systém schopný mimořádné a často nečekané obrody. Jde o velmi optimistický pohled na možnost jeho rozvoje. Kniha počítá též s kolonizací vesmíru, byť v delším výhledu.
Podle New York Times se s ním radili všichni američtí prezidenti od Harry Trumana až po Ronalda Reagana, během jehož prezidentování Kahn zemřel, a jehož politiku Kahn také otevřeně podpořil v jedné ze svých posledních knih The Coming Boom: Economic, Political, and Social. 